# Sindromul adrenogenital
Sindromul adrogenital (SAG) sau hiperplazia congenitală suprarenaliană reprezintă un grup de afecțiuni cu transmitere autozomal recesivă, dată de anumite anomalii ale sistemelor enzimatice, care participă în sinteza cortizolului. În majoritatea cazurilor este vorba despre un deficit al 21-hidroxilazei. Alte cauze pot implica un deficit al 11-β-hidroxilazei, 3-β-oxidehidrogenazei sau 17-hidroxilazei. 